# Battaglia di Manzicerta
La battaglia di Manzicerta (anche Manzikert o Manzijert) fu combattuta il 26 agosto 1071 tra l'esercito del sultano selgiuchide Alp Arslān e quello bizantino dell'imperatore Romano IV Diogene presso l'odierna cittadina turca di Malazgirt, al confine nord-orientale dell'Anatolia, vicino al lago di Van. Lo scontro, avviato nell'impreparazione e disorganizzazione delle forze imperiali, si risolse in uno smacco per i Bizantini.
La battaglia, anche se non inflisse grosse perdite all'esercito bizantino, mise in grave pericolo l'impero a causa dell'apertura della falla nel confine orientale, che rimase esposto, nel corso della guerra civile che intanto scoppiò nell'impero, alle penetrazioni delle bande turcomanne e oghuz, che si spinsero fino a Nicea, Iconio e al Mar di Marmara.

## Contesto storico
Sia gli storiografi medievali sia i moderni studiosi si sono interrogati a lungo su come sia stato possibile che un impero dall'antichissima e consolidata tradizione militare e amministrativa, come quello bizantino, sia potuto passare dal ruolo di prima potenza del mediterraneo orientale a quello di entità regionale sull'orlo del baratro in meno di mezzo secolo. Bisanzio aveva raggiunto nel 1025, alla morte di Basilio II, un'estensione ragguardevole e una posizione di superiorità militare netta nei confronti dei suoi nemici. Il periodo successivo venne indicato dagli osservatori contemporanei o di poco posteriori come quello in cui le armi tacquero in favore degli intrighi di palazzo. In effetti la Dinastia Macedone entrò in una crisi dinastica difficilmente risolvibile vista l'assenza di eredi maschi diretti, e il trono passò più volte in mano a donne, imperatori deboli o comunque espressioni dell'alta aristocrazia della capitale, che poco si interessavano degli avvenimenti nelle lontane province esposte ai nemici.
La posizione di preminenza che l'impero sembrava aver raggiunto, d'altronde, scoraggiava politiche di rigore volte al mantenimento di un esercito efficiente, e l'aristocrazia aumentò gradualmente il suo potere tramite l'appropriazione indebita di cariche pubbliche e la corruzione. Fatto altrettanto importante, i temi, ovvero le province bizantine che per secoli avevano fornito truppe di leva e costituito una valida difesa in profondità alle frontiere, persero sempre di più il loro ruolo militare, diventando principalmente istituzioni amministrative, spesso svuotate di ogni funzione dalla potentissima aristocrazia terriera provinciale. A quanto pare solo durante i brevi regni di Isacco I Comneno e Romano IV Diogene si tentò di porre freno a queste pericolose tendenze, ma le opposizioni interne furono fortissime. In ambito militare, durante il governo di quest'ultimo (1068-1071) si fece ricorso all'arruolamento massiccio di mercenari, il che, a differenza di quanto ritenuto spesso dalle fonti, non era un fatto negativo in sé: il mercenarismo era da sempre una risorsa importante per l'Impero d'Oriente, e anche tra il VII e l'XI secolo, considerato il periodo di maggior utilizzo di truppe locali da parte dei bizantini, i reparti d'élite dell'armata erano costituiti da soldati di professione, in gran parte mercenari (basti pensare alla fedelissima Guardia variaga). Ciò che compromise il rendimento complessivo dell'esercito romeo in questo frangente fu l'aliquota eccessiva di mercenari arruolati all'ultimo momento, che dovevano costituire la gran parte dell'armata, affiancati solo da deboli contingenti delle province. Inoltre la fedeltà alla causa di molti generali era quanto meno dubbia, portando all'impiego controproducente, se non apertamente ostile, di vaste sezioni dell'esercito.

## Antefatti
In queste condizioni, il Basileus diede avvio a una serie di campagne di contenimento, che tra il 1068 e il 1070 respinsero le invasioni dei turcomanni, pur senza distruggerne completamente le forze. Romano decise quindi di arruolare un'armata più grande del solito per la campagna del 1071, volta al recupero dell'Armenia, recentemente invasa dal sultano selgiuchide Alp Arslan, e al rafforzamento del traballante confine orientale. Il suo obiettivo primario appariva non tanto lanciare un'offensiva contro i Selgiuchidi, quanto mettere in sicurezza il confine e sconfiggere le scorribande dei turcomanni (che anche se non erano legati ai Selgiuchidi, costituivano le "squadre avanzate" dell'espansionismo turco, assieme ai cavalieri oghuz), sloggiando le roccaforti selgiuchidi nella parte nord-orientale dell'Anatolia.
La campagna cominciò con la ribellione del contingente tedesco (i Nemitzoi, responsabili di razzie a danno della popolazione già duramente provata), che fu allontanato per decisione dell'imperatore Romano. Avanzando verso l'Armenia, per motivi non del tutto chiari legati forse all'approvvigionamento, e nella convinzione che il grosso dei nemici non fosse nelle vicinanze, l'imperatore divise il suo esercito in due o tre sezioni. Una prima parte dell'esercito, comandata dall'armeno Niceforo Basilacio, venne duramente ricacciata due giorni prima della battaglia, quando si era gettata sconsideratamente all'inseguimento di una banda di cavalieri turchi. Arrivati nei pressi di Manzicerta, che si arrese immediatamente, con un esercito ancora assai numeroso, i bizantini erano tuttavia all'oscuro dell'entità dei nemici, e nell'impossibilità di essere nuovamente raggiunti dai distaccamenti della loro armata che inspiegabilmente si erano diretti sempre più lontano dal teatro dello scontro. Difatti un reparto consistente al comando del mercenario normanno Oursel de Bailleul era stato inviato a occupare la rocca di Chliat, mentre un secondo contingente, al comando dell'armeno Giuseppe Tarcaniota, era stato inviato a rinforzo di Bailleul, mentre la guardia germanica dell'imperatore era stata collocata nelle retrovie.

## La battaglia

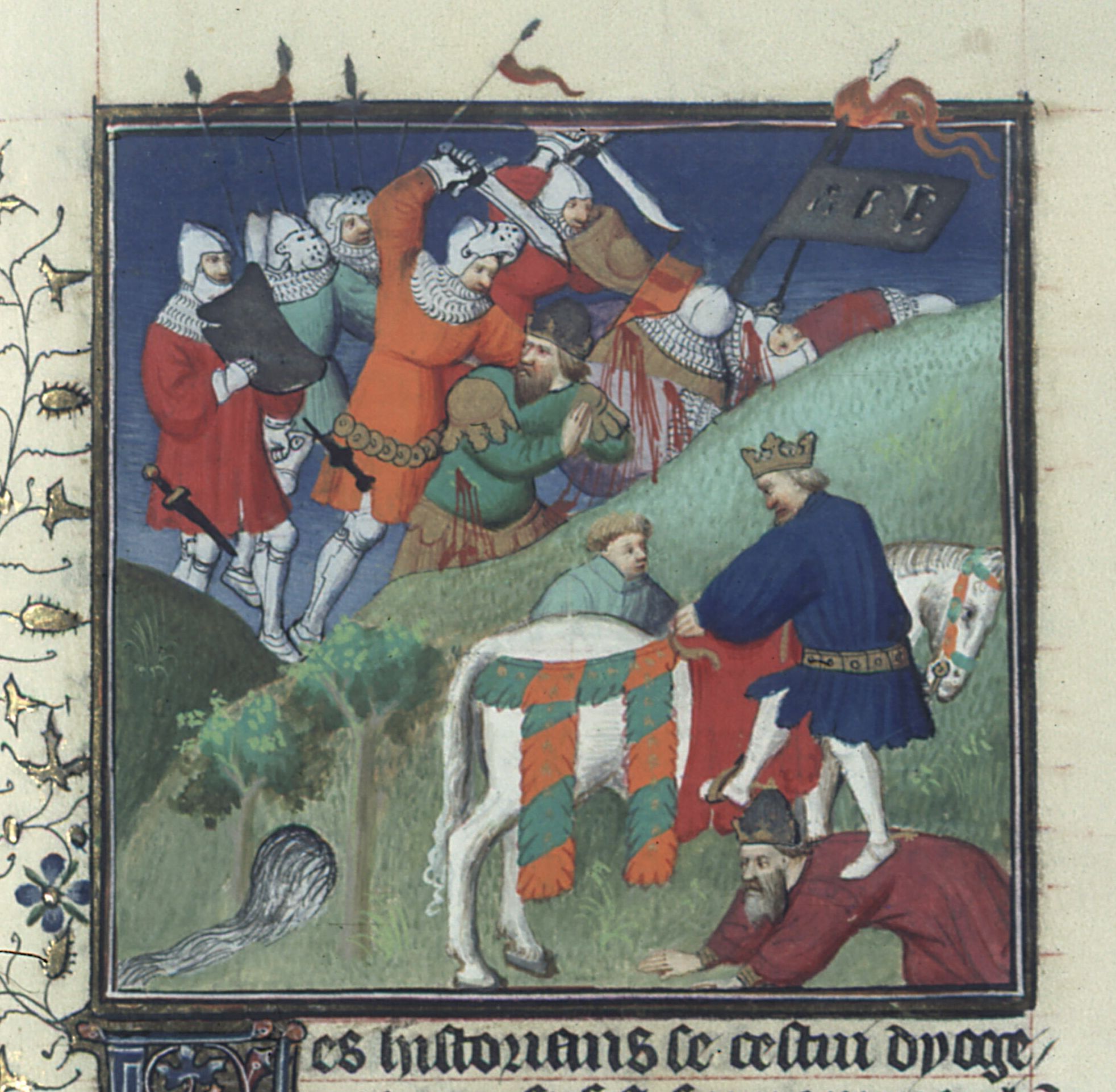
Raffigurazione della battaglia di Manzicerta, con in alto l'esercito bizantino di Romano IV Diogene mentre viene sgominato, sotto il sultano selgiuchide Alp Arslan. Miniatura medievale.

Il sultano turco, nipote e successore di Toghrul, che si preparava infatti ad affrontare i Fatimidi in Siria, intendeva muoversi alla volta della Mesopotamia per deporre l'imbelle califfo abbaside che già era sotto tutela selgiuchide; decise quindi di affrettare lo scontro con i bizantini per non venire colto tra due fuochi e cogliere l'esercito Romano impreparato, dal momento che anche quest'ultimo era ben lontano dal meditare uno scontro in campo aperto contro il sultano turco.
Il 24 agosto, le prime scaramucce con reparti esploranti bizantini si risolsero nell'annientamento di questi ultimi. Romano IV, resosi conto dell'intento del nemico, schierò allora l'esercito per la battaglia, ma dovette tornare nell'accampamento in serata, visto che i turchi parevano non accettare lo scontro. Gran parte dell'armata non sarebbe riuscita a prendere parte allo scontro, visto che l'inatteso sopraggiungere dei turchi era arrivato in un momento in cui pezzi dell'armata erano schierati altrove. La giornata si chiuse con un attacco in serata dei cavalieri selgiuchidi che scompaginarono i mercenari oghuz che non erano ancora rientrati al campo. Questi ultimi sarebbero passati in massa al nemico il giorno successivo, determinando una certa inquietudine dell'imperatore che cominciò a non fidarsi di molti suoi collaboratori, visto che non aveva ricevuto più notizie dei contingenti distaccati prima di arrivare a Manzicerta.
Stranamente, il Basileus respinse una delegazione turca arrivata da lui per chiedere una sospensione delle ostilità (d'altronde l'obiettivo del sultano era ancora muovere guerra quanto prima contro i Fatimidi). Pare che a convincere l'imperatore a proseguire la lotta ci fosse il fatto che i suoi effettivi erano ancora nettamente superiori a quelli nemici, e che la presenza del Sultano ed eventualmente la sua cattura, avrebbe reso definitiva e senza appello una vittoria bizantina.
Il 26 agosto, Romano uscì nuovamente dal campo, con l'esercito disposto per l'assalto decisivo: a destra le truppe orientali, sia quelle tematiche sia i mercenari asiatici rimasti al comando di Teodoro Aliate; a sinistra quelle dei temi occidentali e i Peceneghi, comandati da Niceforo Briennio; al centro, sul fronte (preferendo il ruolo di guerriero a quello di generale), si dispose lui stesso, accompagnato dalle truppe scelte dei tagmata e dai mercenari armeni. Più indietro lasciò una robusta riserva di cavalleria bizantina e normanna, comandata da Andronico Ducas, uno dei suoi più infidi ufficiali, portato in guerra proprio perché figlio di Giovanni Ducas, uno tra i principali portavoce dell'alta nobiltà a lui ostile e dunque da tenere sotto controllo.

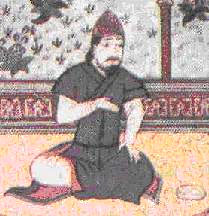
Alp Arslan conduce i Selgiuchidi alla vittoria, 1071. Il sultano, dai tratti etnici evidentemente turcomanni, inviava ambascerie a Romano non tanto a nome dei Selgiuchidi, quanto del califfo abbaside, in modo da ingenerare confusione sulla reale consistenza del suo esercito.

L'armata turca, al comando di Artuq, del bey Afshin e dello stesso Alp Arslan, era composta da arcieri turcomanni schierati a mezzaluna, per assorbire l'urto nemico tramite una ritirata controllata al centro, mantenendo una pressione costante sui fianchi laterali. Questa tattica non era esente da debolezze e infatti, nel pomeriggio, i bizantini erano arrivati al campo nemico saccheggiandolo, senza però aver inflitto perdite ai selgiuchidi.
Con il centro molto più avanzato rispetto alle ali e il proprio campo ormai distante, l'imperatore pareva sul punto di scegliere il rientro prima del sopraggiungere dell'oscurità, ma proprio a quel punto i turchi calarono sui suoi reparti un po' isolati, ingaggiando un combattimento più ravvicinato. Sarebbe bastato che la riserva di cavalleria avesse svolto il proprio ruolo caricando i nemici impegnati contro i commilitoni, che gli agili ma meno corazzati guerrieri del sultano sarebbero stati costretti a un'immediata ritirata. Andronico Ducas, alle prime avvisaglie di sconfitta, pare abbia colto al balzo l'occasione di difficoltà per spargere la voce della morte di Romano, incoraggiando la riserva al suo comando a tornare all'accampamento. Le parti dell'esercito disposte ai fianchi, che interpretarono questo gesto come una fuga, cedettero di schianto, lasciando il basileus solo con il centro, a fronteggiare i turcomanni che convergevano su di lui. Ferito e disarcionato, l'imperatore fu ritrovato e fatto prigioniero il giorno dopo, quando la rotta dell'esercito aveva risolto la battaglia a favore dei turchi.

## Conseguenze

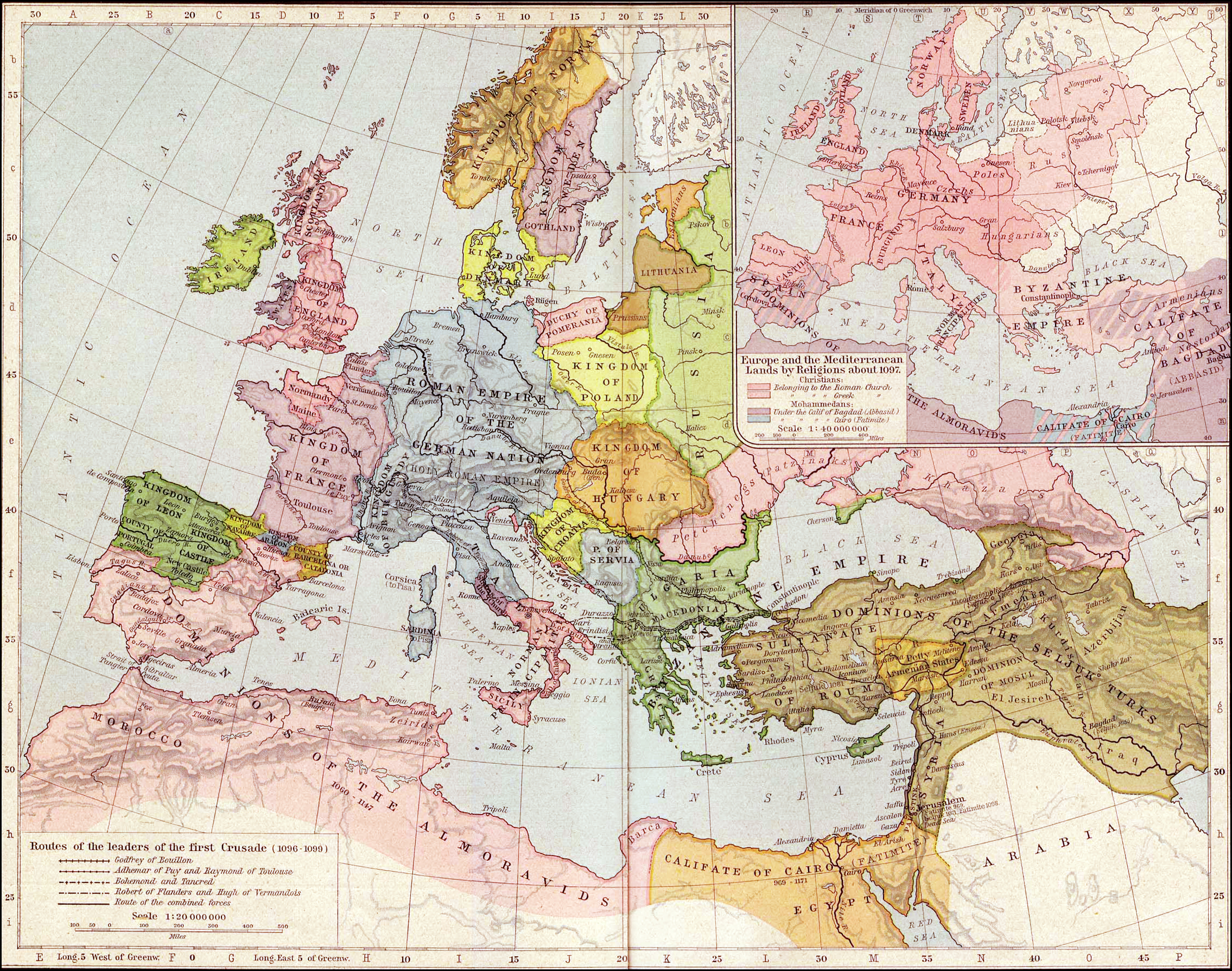
Conquista dei Selgiuchidi

L'impero selgiuchide vent'anni dopo, all'epoca della sua massima espansione

Romano venne trattato con riguardo senza ricevere alcuna umiliazione o tortura e accolto da Arp Arslan. Del resto i due sovrani si erano incontrati due giorni prima, quando Romano aveva respinto gli inviati del sultano (che si presentavano a nome del califfo di Baghdad, protetto dai selgiuchidi, e non di Arp Arslan). Durante il loro incontro dopo la cattura, Alp Arslan avrebbe chiesto a Romano quale sarebbe stata la sua sorte se fosse stato catturato lui dai bizantini. Romano avrebbe risposto che sarebbe stato ucciso e condotto come trofeo a Costantinopoli. A queste parole, tuttavia, il sultano avrebbe reagito perdonando l'imperatore e consentendogli il rientro in patria.
Mentre era prigioniero, Romano Diogene concluse con i selgiuchidi un trattato ai sensi del quale avrebbe ottenuto la libertà in cambio della promessa di pagamento di tributi annui, di una cauzione per la propria liberazione, della restituzione dei prigionieri turchi e di assistenza militare. Una volta rinunciato inoltre alle conquiste conseguite a suo tempo in Siria-Palestina da Niceforo II Foca, Giovanni Zimisce e Basilio II (976-1025), l'imperatore venne scortato nel rientro in patria. 
Nel frattempo a Costantinopoli, su istigazione del cesare Giovanni, Romano era stato deposto e al suo posto si erano insediati in comune l'imperatrice Eudocia e suo figlio maggiore, Michele Ducas. Malgrado ciò, ben presto l'imperatrice madre venne rinchiusa in un convento e il discepolo di Psello, Michele VII, venne proclamato unico imperatore il 24 ottobre 1071. Quando Romano tornò nella capitale, la fazione al potere e gran parte della nobiltà lo considerarono ostile e ciò scatenò una breve lotta. Alla fine Romano IV si arrese, ma benché gli fosse stato promesso un salvacondotto, i suoi occhi furono bruciati con un ferro rovente. Poco dopo, Romano Diogene morì per via delle terribili ferite riportate nell'estate del 1072.
La morte del vecchio imperatore causò le maggiori conseguenze che seguirono alla battaglia di Manzicerta. Poiché la validità del trattato veniva legata a Romano, a seguito della sua destituzione i turchi scatenarono una pericolosa guerra nel fronte orientale dell'impero.

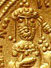
Romano IV rappresentato in un histamenon

L'ascesa di Michele VII portò il sultano a denunciare l'accordo sottoscritto con Romano IV Diogene e permise alle formazioni turcomanne di penetrare a centinaia di migliaia in Anatolia, dove peraltro dal 1049 s'era già avuto un insediamento di genti turche sotto la guida del fratello di Tughril, Ibrahim Inal, seme del futuro sultanato selgiuchide di Rum che sarà costituito da Qilij Arslan I, figlio di Suleyman ibn Qutulmish. All'epoca dell'espansione islamica alto-medievale, Bisanzio poteva contare su una forte solidità interna ed era in grado di allestire un'adeguata difesa, mentre nel 1071 le condizioni erano totalmente differenti. La disgregazione e la paralisi regnavano sovrane, gli imperatori al potere si dimostravano deboli e l'incapacità di allestire un'adeguata resistenza fece sì che l'Asia Minore venne ormai perduta del tutto. I guerrieri selgiuchidi conquistarono facilmente tutte le città e i capisaldi anatolici, arrivando quasi fino alle porte della capitale, senza che a Costantinopoli nessuno sapesse cosa fare o avesse la stabilità necessaria per organizzare spedizioni di contenimento.
Nello stesso anno in cui avveniva la disfatta di Manzicerta, Roberto il Guiscardo conquistò Bari e fece sì che i bizantini perdessero definitivamente i propri presidi in Italia meridionale. Poco dopo, il dominio bizantino cominciò a vacillare anche nei Balcani. Nel 1072 scoppiò una nuova rivolta in territorio bulgaro capeggiata da Georgi Vojteh, il quale godeva del sostegno esterno di Costantino Bodin, che fu proclamato zar bulgaro. Fortunatamente per Costantinopoli, l'insurrezione venne infine sedata, sia pur con grandi sacrifici. Sulla costa adriatica, frattanto, Bisanzio perdeva la Croazia, che almeno formalmente riconosceva la propria subordinazione all'epoca di Basilio II. Infine, allo scontrò seguì una grave crisi economica che rese l'impero vulnerabile alla serie di attacchi che patì tra il 1070 e il 1080.
L'impero bizantino, alla salita al trono di Alessio I Comneno nel 1081, si era rattrappito al punto che solo il Mar di Marmara e la disorganizzazione delle tribù turcomanne proteggevano Costantinopoli. Inoltre la rapida turchizzazione dell'Asia Minore si sarebbe rivelata un fatto permanente e le popolazioni grecofone sarebbero state sempre più spinte verso le coste.
La rinascita comnena avrebbe ritardato di due secoli questa tendenza, ma il controllo dell'impero non avrebbe mai più riguardato la zona centrale della penisola, da cui i razziatori turchi avrebbero vessato le popolazioni cristiane finché queste non fuggirono o furono sottomesse. Quando il pericolo di un collasso completo dello Stato bizantino era passato, ci si rese conto che l'impero non aveva più le forze per riguadagnare l'immenso territorio perduto.

## Galleria d'immagini

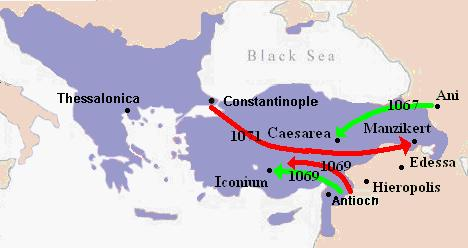
I movimenti dell'esercito turco, guidato da Alp Arslan, tra il 1067-1069 (in verde). I movimenti dell'esercito bizantino, guidato da Romano IV Diogene, tra il 1069-1071 (in rosso).
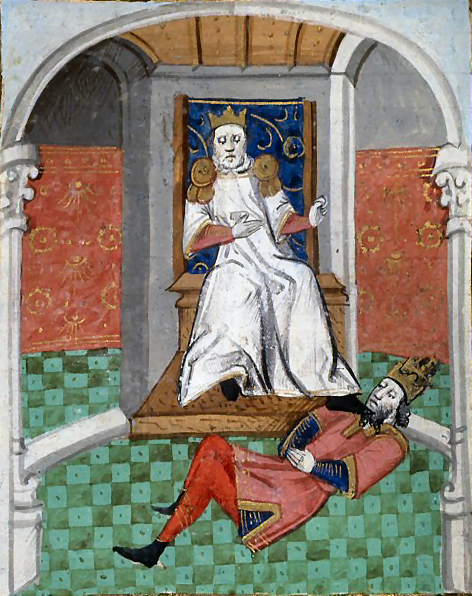
Romano IV rappresentato schiacciato dalla forza di Alp Arslan, manoscritto francese del XIV secolo.
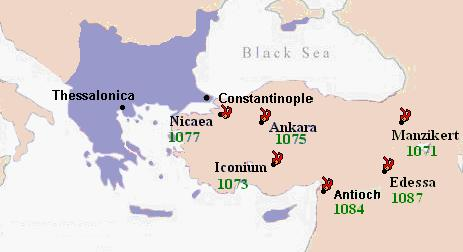
L'avanzata turca, dopo la battaglia di Manzicerta (1071), fino all'assedio di Edessa (1087).